# Lasioglossum pauxillum
De Lasioglossum pauxillum (tên tiếng Anh: kleigroefbij) là một loài Hymenoptera trong họ Halictidae. Loài này được Schenck mô tả khoa học năm 1853.